# Magyar női kézilabda-bajnokság (első osztály)
A magyar női kézilabda-bajnokság egy évente megrendezésre kerülő sportesemény a hazai női kézilabdacsapatok számára, mely a sportág szakágának legmagasabb osztálya. Az irányító szervezete a Magyar Kézilabda Szövetség (MKSZ). A rekordot a Győri Audi ETO KC tartja, 17 bajnoki címmel.

## Története
Az első magyar bajnokságot 1951-ben rendezték (nagypályán már 1928 óta), a győztes a Csepeli Vasas lett. A lebonyolítási rendszer többször változott. 1956-ig (az 1954-es bajnokság kivételével) területi (budapesti és megyei) csoportokban játszottak a csapatok, a győztesek (Budapestről több csapat is) az országos középdöntőben, majd az országos döntőben küzdöttek tovább a végső helyezésekért. 1954-ben, majd 1957-től kezdve nemzeti bajnokság (NB) rendszerben rendezték a bajnokságokat. 1951-től 1987-ig naptári év szerint, tavaszi-őszi rendszerben írták ki a bajnokságot, az 1988–89-es átmeneti, tavaszi-őszi-tavaszi rendszerű bajnokság után 1989 őszétől napjainkig őszi-tavaszi rendszerben.
A legeredményesebb csapat a Győri Audi ETO KC 17, majd a Vasas SC 15 bajnoki címmel, harmadik a Ferencvárosi TC 14-gyel. Sorozatban legtöbbször a Vasas SC nyert, 1972 és 1982 között 11-szer. Más sportágakkal ellentétben a vidéki csapatok a kezdetektől jelentős szerepet játszottak. A Debreceni Építők már az első évben bronzérmes lett, majd két év múlva egy másik debreceni csapat, a Debreceni Petőfi már a bajnoki címet is elnyerte. A legeredményesebb vidéki csapat a Győri Audi ETO KC 17 bajnoki címmel, második a Dunaferr NK 5, harmadik a Debreceni VSC 2 bajnoksággal. A 2009–10-es idény volt az első olyan szezon, amelyben nem végzett budapesti csapat a dobogón. Erre az esetre 59 évet kellett várni.

## Lebonyolítási rendszer
A bajnokság rendszere az évek alatt többszöri változásokon ment keresztül. A jelenleg működő rendszerben 14 csapat vesz részt a szezon küzdelmeiben. A 26 fordulós alapszakaszban oda-visszavágós rendszerben játszik minden csapat egymással, rájátszást nem rendeznek.
A végeredmény alapján:
- Az 1. és 2. helyezett indulhat a Bajnokok Ligájában.
- A 3., 4. és 5. helyezett indulhat az EHF-Európa-ligában.
- A 13. és 14. helyezett kiesik a másodosztályba.

## Részt vevő csapatok

### A 2023–2024-es bajnokságban
| Klub név                              | Székhely        | Előző szezon |
| ------------------------------------- | --------------- | ------------ |
| Alba Fehérvár KC                      | Székesfehérvár  | 7.           |
| EUbility Group-Békéscsabai Előre NKSE | Békéscsaba      | 12.          |
| Moyra-Budaörs Handball                | Budaörs         | 11.          |
| DVSC SCHAEFFLER                       | Debrecen        | 3.           |
| Dunaújvárosi Kohász KA                | Dunaújváros     | 10.          |
| FTC-Rail Cargo Hungaria               | Budapest        | 2.           |
| Győri Audi ETO KC                     | Győr            | 1.           |
| Kisvárda Master Good SE               | Kisvárda        | 9.           |
| Kozármisleny Kézilabda Akadémia       | Kozármisleny    | 11.          |
| Motherson Mosonmagyaróvári KC         | Mosonmagyaróvár | 4.           |
| MTK Budapest                          | Budapest        | 8.           |
| NEKA                                  | Balatonboglár   | 13.          |
| Vasas                                 | Budapest        | újonc        |
| Praktiker-Vác                         | Vác             | 6.           |

## Eddigi dobogósok
| Szezon  | Bajnokcsapat                                      | Ezüstérmes                                        | Bronzérmes                                        | Gólkirálynő                  |
| ------- | ------------------------------------------------- | ------------------------------------------------- | ------------------------------------------------- | ---------------------------- |
| 1951    | Csepeli Vasas                                     | VM Közért                                         | Debreceni Építők                                  |                              |
| 1952    | VM Fűszért                                        | Csepeli Vasas                                     | VL Keltex                                         |                              |
| 1953    | Debreceni Petőfi                                  | Csepeli Vasas                                     | Vasas Elzett                                      |                              |
| 1954    | Csepeli Vasas                                     | Miskolci Lokomotív                                | Szikra Gázművek                                   |                              |
| 1955    | Debreceni Törekvés                                | Bp. Vörös Meteor                                  | Csepeli Vasas                                     |                              |
| 1956    | Csepeli Vasas                                     | Bp. Szikra                                        | Bp. Vörös Meteor                                  |                              |
| 1957    | Győri Vasas ETO                                   | Testnevelési Főiskola SE                          | Csepel SC                                         |                              |
| 1958    | Miskolci VSC                                      | Goldberger SE                                     | Bp. Spartacus                                     |                              |
| 1959    | Győri Vasas ETO                                   | Goldberger SE                                     | Bp. Vörös Meteor                                  | Jóna Magda                   |
| 1960    | Bp. Spartacus                                     | Győri Vasas ETO                                   | Goldberger SE                                     | Jóna Magda                   |
| 1961    | Bp. Spartacus                                     | Goldberger SE                                     | Pécsi Bányász                                     |                              |
| 1962    | Bp. Spartacus                                     | Goldberger SE                                     | VM Közért                                         | Szmolkáné Pétersz Irén       |
| 1963    | Bp. Spartacus                                     | Ferencvárosi TC                                   | Goldberger SE                                     | Jóna Magda                   |
| 1964    | Bp. Spartacus                                     | Goldberger SE                                     | Bp. Postás                                        | Jóna Magda                   |
| 1965    | Bp. Spartacus                                     | Goldberger SE                                     | Pécsi Bányász                                     | Bakó Elemérné                |
| 1966    | Ferencvárosi TC                                   | Bp. Spartacus                                     | Testnevelési Főiskola SE                          | Horváth Klára                |
| 1967    | Bp. Spartacus                                     | Ferencvárosi TC                                   | Vasas SC                                          | Horváth Klára                |
| 1968    | Ferencvárosi TC                                   | Pécsi Bányász                                     | Veszprémi Vasas                                   | Schmidt Jenőné               |
| 1969    | Ferencvárosi TC                                   | Bakony Vasas                                      | Vasas SC                                          | Németh Piroska               |
| 1970    | Bakony Vegyész                                    | Ferencvárosi TC                                   | Bp. Spartacus                                     | Tóth-Harsányi Borbála        |
| 1971    | Ferencvárosi TC                                   | Bakony Vegyész                                    | Vasas SC                                          | Németh Piroska               |
| 1972    | Vasas SC                                          | Ferencvárosi TC                                   | Bakony Vegyész                                    | Takács Péterné               |
| 1973    | Vasas SC                                          | Ferencvárosi TC                                   | Bp. Spartacus                                     | Németh Piroska               |
| 1974    | Vasas SC                                          | Bakony Vegyész                                    | Ferencvárosi TC                                   | Németh Piroska               |
| 1975    | Vasas SC                                          | Bakony Vegyész                                    | Ferencvárosi TC                                   | Németh Piroska               |
| 1976    | Vasas SC                                          | Ferencvárosi TC                                   | Bakony Vegyész                                    | Csulikné Bozó Éva            |
| 1977    | Vasas SC                                          | Ferencvárosi TC                                   | Híradótechnika SK                                 | Sterbinszky Amália           |
| 1978    | Vasas SC                                          | Ferencvárosi TC                                   | Tatabányai Bányász                                | Csulikné Bozó Éva            |
| 1979    | Vasas SC                                          | Bp. Spartacus                                     | Ferencvárosi TC                                   | Oszvald Magdolna             |
| 1980    | Vasas SC                                          | Bp. Spartacus                                     | Ferencvárosi TC                                   | Budai Piroska                |
| 1981    | Vasas SC                                          | Bp. Spartacus                                     | Bakony Vegyész                                    | Sulyok Erzsébet              |
| 1982    | Vasas SC                                          | Békéscsabai Előre Spartacus                       | Bakony Vegyész                                    |                              |
| 1983    | Bp. Spartacus                                     | Bakony Vegyész                                    | Tatabányai Bányász                                | György Anna                  |
| 1984    | Vasas SC                                          | Bp. Spartacus                                     | Bakony Vegyész                                    | Kondiné Budai Ilona          |
| 1985    | Vasas SC                                          | Debreceni MVSC                                    | Bp. Spartacus                                     | Sulyok Erzsébet              |
| 1986    | Bp. Spartacus                                     | Vasas SC                                          | Debreceni MVSC                                    | Bánfi Zsuzsa                 |
| 1987    | Debreceni MVSC                                    | Építők SC                                         | Ferencvárosi TC                                   | Kiss Éva                     |
| 1988–89 | Építők SC                                         | Debreceni MVSC                                    | Bp. Spartacus                                     |                              |
| 1989–90 | Építők SC                                         | Debreceni VSC                                     | Secotex SE                                        | Erdős Éva                    |
| 1990–91 | Hargita KC                                        | BHG SE                                            | Debreceni VSC                                     | Mátyás Auguszta              |
| 1991–92 | Vasas SC-Citadella Night Club                     | Építők KC                                         | Békéscsabai Előre KC                              | Mátyás Auguszta              |
| 1992–93 | Vasas SC-Dreher                                   | Herz-Ferencvárosi TC                              | Debreceni VSC                                     | Kocsis Erzsébet              |
| 1993–94 | Spectrum-Ferencvárosi TC                          | Debreceni VSC-Symphonia                           | Vasas SC-Dreher                                   | Mátéfi Eszter                |
| 1994–95 | Ferencvárosi TC-Spectrum                          | Debreceni VSC-Symphonia                           | Vasas SC-Dreher                                   | Radulovics Bojana            |
| 1995–96 | Ferencvárosi TC-Polgári Bank                      | Debreceni VSC-Symphonia                           | Dunaferr SE                                       | Viglási Zsuzsanna            |
| 1996–97 | Herz-Ferencvárosi TC                              | Dunaferr SE                                       | Vasas SC-Dreher                                   | Viglási Zsuzsanna            |
| 1997–98 | Dunaferr SE                                       | Győri Graboplast ETO KC                           | Herz-Ferencvárosi TC                              | Buda Florica                 |
| 1998–99 | Dunaferr SE                                       | Herz-Ferencvárosi TC                              | Győri Graboplast ETO KC                           | Deli Rita                    |
| 1999–00 | Herz-Ferencvárosi TC                              | Győri Graboplast ETO KC                           | Dunaferr SE                                       | Deli Rita                    |
| 2000–01 | Dunaferr SE                                       | Herz-Ferencvárosi TC                              | Győri Graboplast ETO KC                           | Farkas Ágnes                 |
| 2001–02 | Herz-Ferencvárosi TC                              | Dunaferr SE                                       | Győri Graboplast ETO KC                           | Mátyás Auguszta              |
| 2002–03 | Dunaferr SE                                       | Herz-Ferencvárosi TC                              | Győri Graboplast ETO KC                           | Viglási Zsuzsanna            |
| 2003–04 | Dunaferr SE                                       | Győri Graboplast ETO KC                           | Ferencvárosi TC                                   | Mátyás Auguszta              |
| 2004–05 | Győri Graboplast ETO KC                           | Dunaferr NK                                       | Ferencvárosi TC                                   | Mátyás Auguszta              |
| 2005–06 | Győri Graboplast ETO KC                           | Ferencvárosi TC                                   | Dunaferr NK                                       | Balogh Beatrix               |
| 2006–07 | Budapest Bank-Ferencvárosi TC                     | Győri Audi ETO KC                                 | Dunaferr NK                                       | Veszeli Judit                |
| 2007–08 | Győri Audi ETO KC                                 | Dunaferr NK                                       | Budapest Bank-Ferencvárosi TC                     | Görbicz Anita, Mörtel Renáta |
| 2008–09 | Győri Audi ETO KC                                 | Budapest Bank-Ferencvárosi TC-RightPhone          | Debreceni VSC-Aquaticum                           | Sopronyi Anett               |
| 2009–10 | Győri Audi ETO KC                                 | Debreceni VSC-Korvex                              | Váci NKSE                                         | Tóth Tímea                   |
| 2010–11 | Győri Audi ETO KC                                 | Debreceni VSC-Korvex                              | Ferencvárosi TC-Rail Cargo Hungaria               | Triscsuk Krisztina           |
| 2011–12 | Győri Audi ETO KC                                 | Ferencvárosi TC-Rail Cargo Hungaria               | Siófok KC-Galerius Fürdő                          | Bulath Anita                 |
| 2012–13 | Győri Audi ETO KC                                 | Ferencvárosi TC-Rail Cargo Hungaria               | ÉTV-Érdi VSE                                      | Bogdanovics Annamária        |
| 2013–14 | Győri Audi ETO KC                                 | Ferencvárosi TC-Rail Cargo Hungaria               | Érd NK                                            | Bulath Anita                 |
| 2014–15 | Ferencvárosi TC-Rail Cargo Hungaria               | Győri Audi ETO KC                                 | Érd NK                                            | Nerea Pena                   |
| 2015–16 | Győri Audi ETO KC                                 | Ferencvárosi TC-Rail Cargo Hungaria               | Érd NK                                            | Katarina Krpež Slezak        |
| 2016–17 | Győri Audi ETO KC                                 | Ferencvárosi TC-Rail Cargo Hungaria               | Érd NK                                            | Triscsuk Krisztina           |
| 2017–18 | Győri Audi ETO KC                                 | Ferencvárosi TC-Rail Cargo Hungaria               | Érd NK                                            | Katarina Krpež Slezak        |
| 2018–19 | Győri Audi ETO KC                                 | Ferencvárosi TC-Rail Cargo Hungaria               | Siófok KC                                         | Katarina Krpež Slezak        |
| 2019–20 | A koronavírus-járvány miatt nem avattak bajnokot. | A koronavírus-járvány miatt nem avattak bajnokot. | A koronavírus-járvány miatt nem avattak bajnokot. |                              |
| 2020–21 | Ferencvárosi TC-Rail Cargo Hungaria               | Győri Audi ETO KC                                 | Mosonmagyaróvári KC SE                            | Pál Tamara                   |
| 2021–22 | Győri Audi ETO KC                                 | Ferencvárosi TC-Rail Cargo Hungaria               | Debreceni VSC                                     | Kuczora Csenge               |
| 2022–23 | Győri Audi ETO KC                                 | Ferencvárosi TC-Rail Cargo Hungaria               | Debreceni VSC                                     | Kuczora Csenge               |
| 2023–24 | Ferencvárosi TC-Rail Cargo Hungaria               | Győri Audi ETO KC                                 | Motherson Mosonmagyaróvári KC                     | Klujber Katrin               |
| 2024–25 | Győri Audi ETO KC                                 | Ferencvárosi TC-Rail Cargo Hungaria               | MOL Esztergom                                     | Pődör Rebeka                 |

### Győzelmek klubonként
| Csapat           | Bajnok | Győztes szezonok |
| ---------------- | ------ | --- |
| Győri ETO KC     | 18     | 1957, 1959, 2004–05, 2005–06, 2007–08, 2008–09, 2009–10, 2010–11, 2011–12, 2012–13, 2013–14, 2015–16, 2016–17, 2017–18, 2018–19, 2021–22, 2022–23, 2024–25 |
| Vasas SC         | 15     | 1972, 1973, 1974, 1975, 1976, 1977, 1978, 1979, 1980, 1981, 1982, 1984, 1985, 1991–92, 1992–93                                                             |
| Ferencvárosi TC  | 14     | 1966, 1968, 1969, 1971, 1993–94, 1994–95, 1995–96, 1996–97, 1999–2000, 2001–02, 2006–07, 2014–15, 2020–21, 2023–24                                         |
| Bp. Spartacus    | 9      | 1960, 1961, 1962, 1963, 1964, 1965, 1967, 1983, 1986 |
| Dunaferr NK      | 5      | 1997–98, 1998–99, 2000–01, 2002–03, 2003–04 |
| Kőbányai KC      | 3      | 1988–89, 1989–90, 1990–91 |
| Csepel SC        | 3      | 1951, 1954, 1956 |
| Debreceni VSC    | 2      | 1955, 1987 |
| Debreceni Petőfi | 1      | 1953 |
| Miskolci VSC     | 1      | 1958 |
| Veszprémi SE     | 1      | 1970 |
| VM Fűszért       | 1      | 1952 |

A vastagon kiemelt csapatok tagjai a jelenlegi szezonnak.

## Külső hivatkozások
- kezitortenelem.hu